# OK Vital
OK Vital est un club slovène de volley-ball fondé en 1990 et basé à Ljubljana, évoluant pour la saison 2015-2016 en 1. DOL ženske.

## Palmarès
- Championnat de Slovénie
  - Vainqueur : 2004, 2005.
  - Finaliste : 2002.
- Coupe de Slovénie
  - Vainqueur : 2004, 2005.

## Effectifs

### Saison 2015-2016
| No                                   | Nom                                  | Date de naissance                    | Taille                         | Poids                          | Poste                          |
| ------------------------------------ | ------------------------------------ | ------------------------------------ | ------------------------------ | ------------------------------ | ------------------------------ |
| 2                                    | Helena Mijoč                         | 24 mai 1997                          | 178                            | 60                             | Réceptionneuse-attaquante      |
| 3                                    | Nina Vogrič                          | 17 janvier 1991                      | 178                            |                                | Réceptionneuse-attaquante      |
| 5                                    | Elmina Handanović                    | 30 août 1990                         | 177                            | 67                             | Réceptionneuse-attaquante      |
| 6                                    | Nika Čotar                           | 25 mars 1998                         | 177                            | 62                             | Réceptionneuse-attaquante      |
| 7                                    | Kaja Dolenc                          | 23 mars 1997                         | 172                            |                                | Libero                         |
| 9                                    | Ana Zaplotnik                        | 9 juin 1995                          | 183                            | 70                             | Centrale                       |
| 10                                   | Natali Pavić                         | 11 janvier 1996                      | 181                            | 53                             | Attaquante                     |
| 11                                   | Marina Crnjac                        | 1er mars 1988                        | 171                            |                                | Passeuse                       |
| 13                                   | Leja Janežič                         | 7 mars 1993                          | 170                            |                                | Libero                         |
| 16                                   | Maša Arnež                           | 13 mai 1993                          | 180                            |                                | Centrale                       |
| 18                                   | Petra Flego                          | 13 août 1996                         | 179                            |                                | Passeuse                       |
|                                      |                                      |                                      |                                |                                |                                |
| Encadrement technique                | Encadrement technique                |                                      | Légende                        | Légende                        | Légende                        |
| Entraîneur : Gregor Rozman           | Entraîneur : Gregor Rozman           | Entraîneur : Gregor Rozman           | : Capitaine                    | : Capitaine                    | : Capitaine                    |
| Entraîneur(s) adjoint(s) : Ana Oblak | Entraîneur(s) adjoint(s) : Ana Oblak | Entraîneur(s) adjoint(s) : Ana Oblak | : Joueuse blessée actuellement | : Joueuse blessée actuellement | : Joueuse blessée actuellement |